# ETV特集
ETV特集（イーティーブイとくしゅう）は、日本のNHK教育テレビで放送されている教養情報番組。

## 概要
NHK教育テレビ唯一の定時のドキュメンタリー番組としても知られるこの番組の歴史は1985年4月1日に、月曜日から金曜日の20時台の帯番組として始まった『ETV8』にさかのぼる。週4本ものドキュメンタリー枠は当時の日本のテレビ界では他に例のないものであり、総合テレビでは取り上げにくいアカデミックなテーマや一般の関心よりも先行したテーマを扱った教育テレビならではのドキュメンタリーを特色とした。その後も、同枠で名前を変えた『現代ジャーナル』、『ETV特集』へと変遷、1999年度には22時台に移り、2000年度に『ETV2000』へ改題、2003年まで18年間続いた。
しかし、女性国際戦犯法廷をテーマにあつかった2001年1月放送の『ETV2001 問われる戦時性暴力』における番組改変疑惑（NHK番組改変問題）をめぐる論争が大きく取りざたされる中で、この番組は2003年度から『ETVスペシャル』と名前を変えて土曜22時からの90分番組に移行、週1回の放送へとその規模は大幅に縮小された。翌2004年度に番組名は再び現在の『ETV特集』に変更となった。
2007年4月に日曜22時からの放送になり（長年この枠で放送されていた『芸術劇場』は金曜22時30分に移動）、2013年4月からは土曜23時からの放送になった。放送時間は番組内容によって異なる。基本的には60分だが、90分になることもある。
なお、NHKでは2010年度から教育テレビの愛称として「Eテレ」を導入し、2011年6月からはデジタル化に伴いチャンネルの名称もEテレに変更した。しかし、本番組のタイトル名は『Eテレ特集』などには改題されず、2022年現在でも『ETV特集』のタイトル名で継続している。
番組は昨今の社会情勢を扱ったものを中心に随時、文化・芸術・科学・物理学などのテーマを取り入れ、ビデオとスタジオトークで構成している。近年、NHKは、趣味・語学番組など、視聴率の期待できる実利的な「ハウツー物」に力を入れる傾向にあり、教養系番組は、規模が大幅に縮小される現状にある。しかしながら、『ETV特集』は『NHKスペシャル』と並び、ギャラクシー賞をはじめとする各種の賞を頻繁に受賞する番組として知られている。

## 備考
2004年10月23日の放送分は、新潟県中越地震による報道特別番組により、翌週の10月30日の17時に放送され、2011年3月13日の放送分は、11日に発生した東北地方太平洋沖地震による報道特別番組により、翌週の3月20日に放送された。

## 番組名と放送時間の変遷
| 番組名               | 期間                   | 放送時間                                       |
| -------------------- | ---------------------- | ---------------------------------------------- |
| ETV8                 | 1985年4月 - 1991年03月 | 月〜金曜20:00-20:45                            |
| 現代ジャーナル       | 1991年4月 - 1992年03月 | 月〜木曜20:00-20:45                            |
| 現代ジャーナル       | 1992年4月 - 1993年03月 | 月〜水曜20:00-20:45                            |
| 教育テレビスペシャル | 1992年4月 - 1993年03月 | 毎週木曜20:00-20:45                            |
| ETV特集              | 1993年4月 - 1995年03月 | 月〜木曜20:00-20:45                            |
| ETV特集              | 1995年4月 - 1996年03月 | 月〜金曜20:00-20:45                            |
| ETV特集              | 1996年4月 - 1997年03月 | 月〜木曜20:00-20:45                            |
| ETV特集              | 1997年4月 - 2000年03月 | 月〜木曜22:00-22:45                            |
| ETV2000              | 2000年4月 - 2000年12月 | 月〜木曜22:00-22:45                            |
| ETV2001              | 2001年1月 - 2001年12月 | 月〜木曜22:00-22:45                            |
| ETV2002              | 2002年1月 - 2002年12月 | 月〜木曜22:00-22:45                            |
| ETV2003              | 2003年1月 - 2003年03月 | 月〜木曜22:00-22:45                            |
| ETVスペシャル        | 2003年4月 - 2004年03月 | 毎週土曜22:00-22:30                            |
| ETV特集              | 2004年4月 - 2007年03月 | 毎週土曜22:00-22:30                            |
| ETV特集              | 2007年4月 - 2013年03月 | 毎週日曜22:00-23:00 または 毎週日曜22:00-23:30 |
| ETV特集              | 2013年4月 -            | 毎週土曜23:00-23:59                            |

## これまでの主な番組
- ETV8「司馬遼太郎・雑談 昭和への道」 （1986年）
- ETV8 文化ジャーナル「川島雄三 没後25年映画祭」 （1988年）
- ETV8「ロックミュージシャンとの対話 : 渋谷陽一 & 桑田佳祐」 （1989年）
- ETV8 シリーズ「授業」
- 現代ジャーナル シリーズ「アジアからの発言」 （1993年）
- ETV特集 シリーズ「日本株式会社の昭和史」 （1994年、全4回[5]）
- ETV特集 シリーズ「父の日記を読む」 （1994年、全4回[6]）
- ETV特集 シリーズ「５０年目の“従軍慰安婦”問題」 （1995年、全2回）
- ETV特集「三島由紀夫伝説[7]」（1995年）
- ETV特集 シリーズ「丸山真男と戦後民主主義」 （1996年）
- ETV特集 シリーズ「ドイツ歴史教科書」（1997年、全3回[8]）
- ETV特集 シリーズ「弁護士 中坊公平」 （1997年、第35回ギャラクシー賞優秀賞[9][4]）[10]
- ETV特集 シリーズ「逆境のあなたへ」（1998年）
- ETV特集「税金のムダ使いを見張れ : パン屋・後藤雄一」 （1998年）
- ETV特集「詩と演劇の可能性 : 金芝河・唐十郎」 （1998年）
- ETV特集「私のゾルゲ事件〜愛は国境を越えて　ブランコ・ヴケリッチ夫人・山崎淑子」 （1998年[11]）
- ETV特集「フジコ : あるピアニストの軌跡（1999年2月）[12]
- ETV特集「復元 景福宮 : よみがえる王宮」 （1999年）
- ETV特集/ETV2000 シリーズ『世紀を越えてを読む』（1999年・2000年）
- ETV2000 シリーズ「揺れる男と女 : NHK「性についての 実態調査」より」 （2000年）
- ETV2001「テロはなぜ生まれるのか : 緒方貞子ニューヨークで語る」（2001年）
- ETV2003「アウシュヴィッツ証言者はなぜ自殺したか : 作家・プリーモ・レーヴィへの旅[13]」 （2003年、第40回ギャラクシー賞大賞[4]）
- ETV特集「美輪明宏・一番美しいもの : 波瀾の人生、交友、美学のすべて」 （2003年）
- ETV特集「いいもんだよ、生きるって : 夜回り先生・水谷修のメッセージ」 （2004年）
- ETV特集「海峡を越えた歌姫：在日コリアン声楽家の20年」 （2004年／2005年再放送）
- ETV特集「オレを覚えてほしい : 奥山貴宏の闘病記」 （2005年）
- ETV特集「零戦ニ欠陥アリ」 （2005年）
- ETV特集「核燃の村 苦悩と選択の記録 : 青森県六ヶ所村」 （2006年）
- ETV特集「大森林の小さな家 : 熊野・野尻さん一家の十年」 （2006年、第43回ギャラクシー賞選奨[4]）
- ETV特集「もういちどつくりたい : テレビドキュメンタリスト木村栄文の世界」 （2006年、第44回ギャラクシー賞選奨[4]）
- ETV特集「ある人間（アイヌ）からの問いかけ : 萱野茂のメッセージ」 （2006年）
- ETV特集「許されなかった帰還 : 福岡・振武寮 特攻隊生還者たちの戦争」 （2006年）
- ETV特集「“星の王子さま”と 私」(2007年）
- ETV特集「疾走する帝王 マイルス・デイビス : 菊地成孔のジャズ講座」 （2007年）
- ETV特集「“屍の街”からの叫び : 被爆作家 大田洋子と戦後」 （2007年）
- ETV特集「熊井啓・戦後日本の闇に挑む」 （2007年）
- ETV特集「マキノ雅弘　ある活動屋の生涯」（2008年）
- ETV特集「神聖喜劇ふたたび : 作家・大西巨人の闘い」（2008年）
- ETV特集 シリーズ「BC級戦犯」 （2008年8月、全2回、第46回ギャラクシー賞選奨[4]）
- ETV特集 シリーズ「戦争とラジオ」 （2009年）
- ETV特集「斜陽」への旅 - 太宰治と太田静子の真実 - （2009年）
- ETV特集 シリーズ「日本と朝鮮半島2千年」 （2009年・2010年）[14]
- ETV特集「トルストイの家出」（2010年）
- ETV特集「ジンタは心の行進曲　北村大沢楽隊の2010年」（2010年）
- ETV特集「ネットワークでつくる放射能汚染地図〜福島原発事故から2か月〜」（木村真三）（2011年）[15]
- ETV特集「続報 放射能汚染地図」（2011年）
- ETV特集「名前を失くした父～人間爆弾”桜花”発案者の素顔～」（2016年）
- ETV特集「長すぎた入院　精神医療・知られざる実態」（2018年、第55回ギャラクシー賞選奨[16]）

## オープニング・次回予告BGM
2007年4月から2012年3月まではストーン・エイジの楽曲を使用。オープニングはアルバム Stone Age から "ZO LARET"（ゾー・ラレット）、次回予告はアルバム Time travellers から "LE DRAGON DE NOZ-ART"（ル・ドラゴン・ドゥ・ノザール）を使用している。2015年10月現在はオープニングにアジアン・カンフー・ジェネレーションの楽曲"サイレン"を使用している。

## 専属キャスター
2003年までNHKアナウンサーの町永俊雄と黒田あゆみがインタビュアーとして出演（町永は当時）。